# Adobe Jenson
Adobe Jenson — це класичний шрифт із засічками, розроблений для Adobe Systems головним дизайнером Робертом Слімбахом. Його римські стилі основані на шрифтах, вигравіруваних Ніколасом Дженсоном у Венеції близько 1470 року, а курсив черпає натхнення зі стилів, створених Людовіко Вічентіно дельї Аррігі через п’ятдесят років після цього.
Jenson — це органічний шрифт з низькою x-висотою. Його вважають шрифтом для читання, тому його часто використовують у дизайні книг для основного тексту.

## розвиток

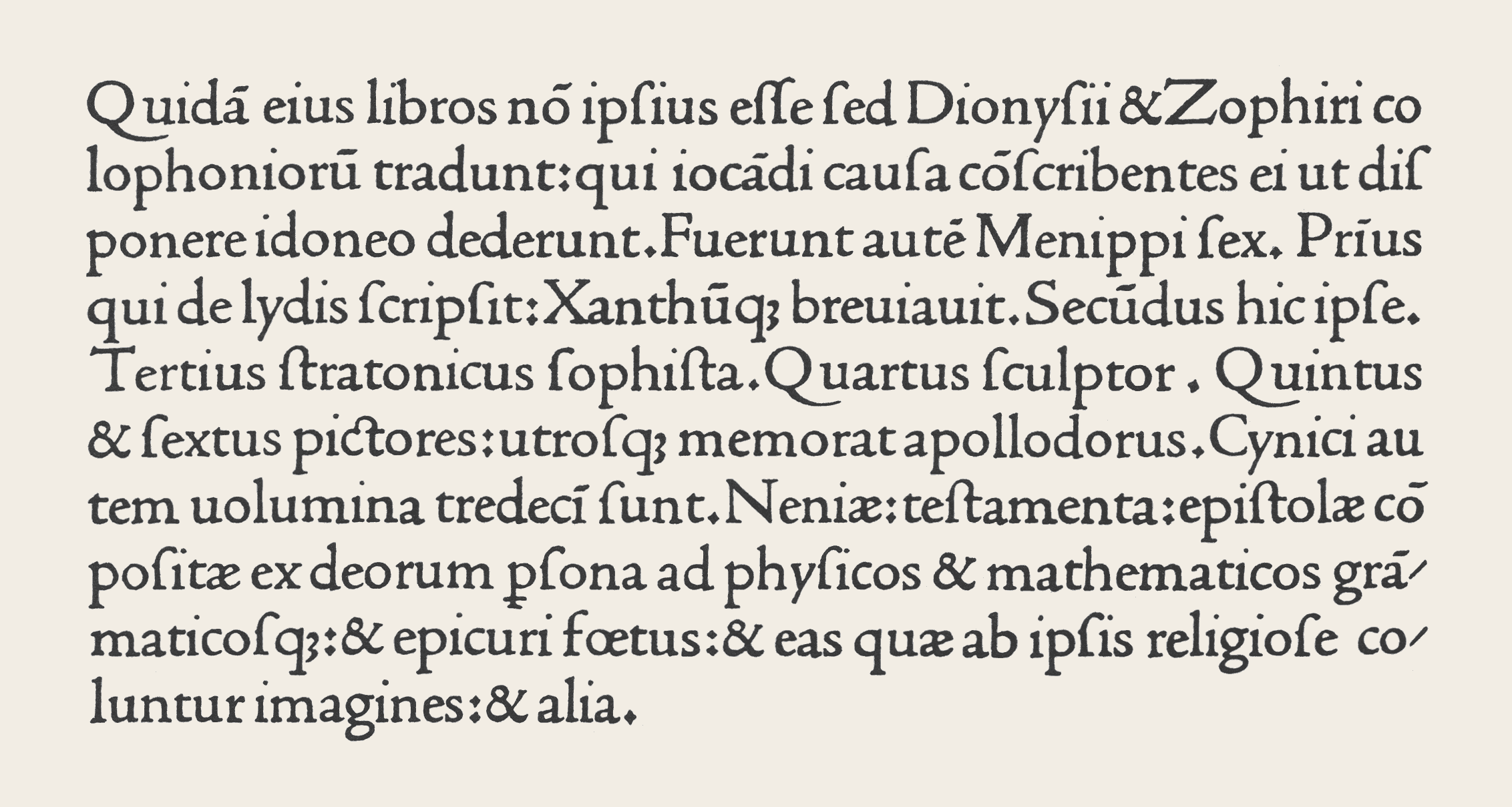
Зразок римського шрифту Ніколаса Дженсона з «Laertis», виданого у Венеції близько 1475 року.

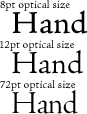
Оптичне змінення розміру в Adobe Jenson

Adobe Jenson вперше був випущений у 1996 році як універсальний головний шрифт. Він був створений за допомогою складної інтерполяції або технології кількох основних, що дозволило розробити різноманітні ваги та оптичні розміри, придатні для різних форматів тексту. Ця часткова автоматизація процесу створення шрифтів була розроблена для того, щоб забезпечити плавний перехід від масивних дизайнів для дрібного тексту, наприклад підписів, до більш витончених і струнких стилів для заголовків. Наразі він доступний у форматі OpenType під назвою Adobe Jenson Pro. Шрифт Дженсона використовував літеру «М» з двосторонніми верхніми засічками та «Q» з закрученим хвостом, які зараз рідко трапляються; хоча сучасні символи є стандартними, обидва були додані як альтернативи.

## Adobe Jenson Pro
Adobe Jenson Pro — це оновлена версія оригінального шрифтового сімейства OpenType. Це сімейство підтримує Adobe CE, ISO-Adobe (пізніше Adobe Western 2) та набори символів dingbat. Воно постачається з чотирма вагами для римського та курсивного стилів, а також із чотирма оптичними розмірами. Підтримувані функції OpenType включають стилістичні альтернативи, лігатури, пропорційні числа, цифри старого стилю, малі великі літери, верхні та нижні індекси, порядкові номери та риски (лише для курсивних шрифтів).
| Оптичні розміри             | Підпис | Регулярний | Підзаголовок | Дисплей |
| --------------------------- | ------ | ---------- | ------------ | ------- |
| Передбачувані розміри точки | 6–9    | 9–13.4     | 13.4–21.9    | 21.9–72 |

Багато інших шрифтів були створені на основі роботи Дженсона. У 1890-х роках золотий шрифт Вільяма Морріса започаткував цей тренд; його дизайн славиться тим, що вдосконалює оригінальний стиль Дженсона, надаючи йому вигляду чорного листа. Він отримав свою назву від «Золотої легенди», яка стала першою книгою, надрукованою з його використанням. З 1930-х років популярним став Кентавр Брюса Роджерса, який є більш витонченим відродженням цього стилю. Cloister Old Style від American Type Founders була розроблена групою дизайнерів на чолі з Моррісом Фуллером Бентоном приблизно в 1915 році, в той же час, коли створювався Centaur. Інше видання з курсивом було випущено під керівництвом Ернста Ф. Деттерера та Роберта Хантера Міддлтона у 1920-х роках. American Type Founders також випустили дуже ексцентричне відродження Дженсона, натхненне роботою Морріса, яке сьогодні маловідоме. У 1994 році Тобіас Фрер-Джонс створив шрифт під назвою Hightower Text, який постачається з деяким програмним забезпеченням Microsoft і містить його власний курсив.

## Зовнішні посилання
- Дженсон Про
- Adobe Jenson Pro Opticals